# Ashleigh Southern
Pour les articles homonymes, voir Southern (homonymie).
Ashleigh Southern, née le 22 octobre 1992 à  Ingham, est une joueuse australienne de water-polo. 

## Palmarès
- Jeux olympiques d'été de 2012 à Londres
  -  médaille de bronze au tournoi olympique